# EIF2
eIF2（eukaryotic initiation factor 2）は、真核生物の翻訳開始因子の1つであり、真核生物における翻訳開始の大部分の形態に必要とされる。eIF2はGTP依存的に、開始tRNA（tRNAiMet）のリボソームへの結合を媒介する。eIF2は、α（EIF2S1）、β（EIF2S2）、γ（EIF2S3）の3つのサブユニットからなるヘテロ三量体である。
翻訳開始過程が完了すると、eIF2はGDPを結合した不活性な二者複合体としてリボソームから放出される。再び翻訳開始過程に関与するためには、GDPをGTPへ交換しなければならない。

## 機能

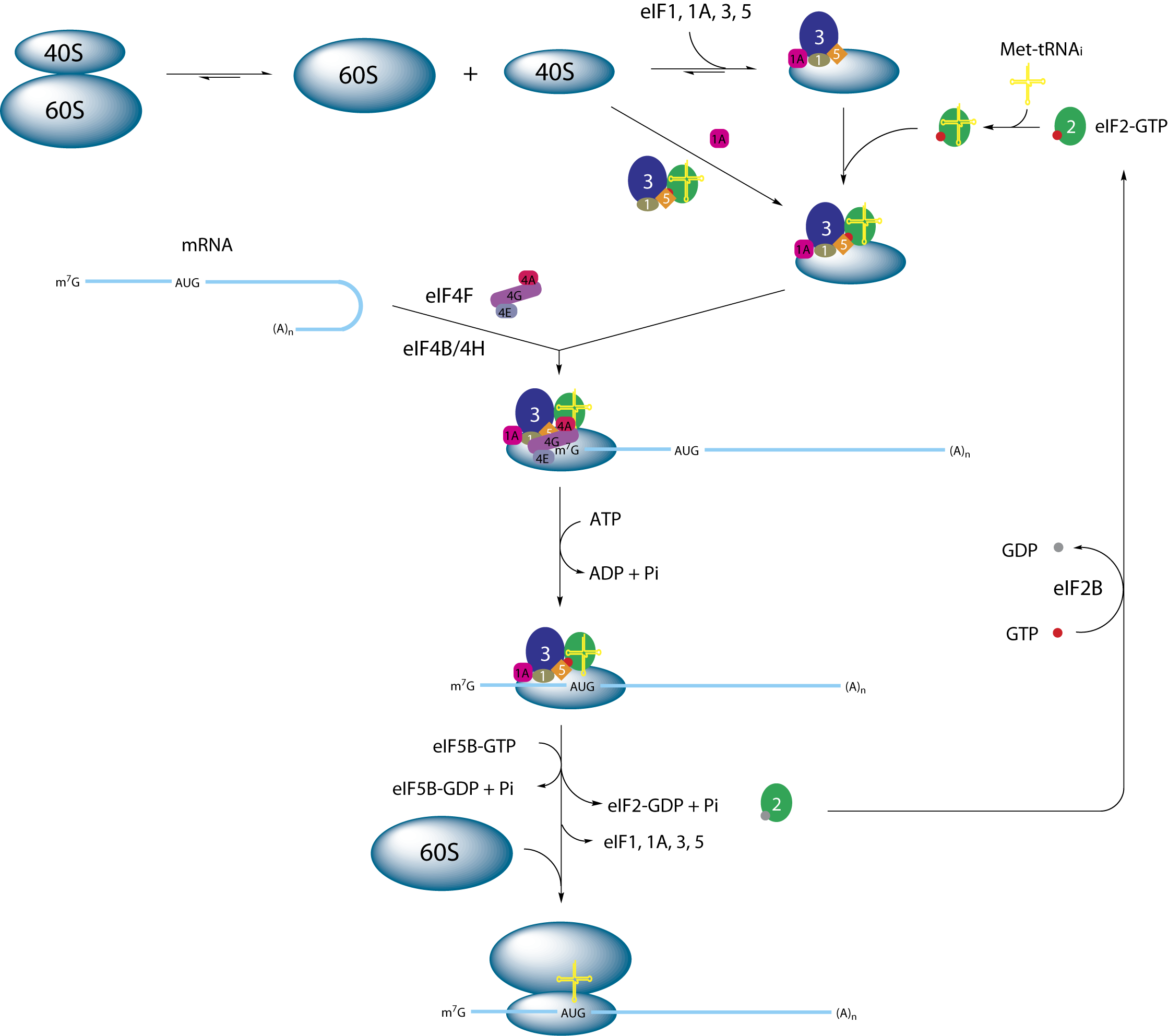
真核生物の翻訳開始過程。eIF2は緑色で示されている。

eIF2はGTP、メチオニル化開始tRNA（Met-tRNAiMet）とともに三者複合体（TC）を形成し、タンパク質合成に必要不可欠な役割を果たしている。TCはリボソーム40Sサブユニットに結合し、43S開始前複合体（43S PIC）を形成する。In vitroでの実験をもとに、43S PICの組み立てはeIF1、eIF1A、eIF3複合体によって刺激されると考えられている。その後43S PICは、eIF4F複合体によって構造がほどかれたmRNAに結合する。43S PICとeIF4FはmRNA上で48S複合体となり、mRNA上の開始コドン（AUG）の探索を開始する。AUGコドンとMet-tRNAiMetの対合に伴って、eIF5（GTPアーゼ活性化タンパク質、GAP）が複合体にリクルートされ、eIF2に結合しているGTPの加水分解を誘導する。その結果48S複合体はeIF2-GDPを放出し、リボソーム60Sサブユニットがリクルートされて80S複合体が形成され、翻訳が開始される。eIF2に結合したGDPはeIF2B（グアニンヌクレオチド交換因子、GEF）によってGTPへ交換され、新たな翻訳開始過程へ向けてTCが再形成される。

## 構造
eIF2は、α、β、γの3つのサブユニットからなる126 kDaのヘテロ三量体である。3つのサブユニット全ての配列が高度に保存されている（ヒトと出芽酵母の各サブユニットの配列同一性は47%から72%）。
| サブユニット | α                                                        | β                                               | γ                                                      |
| ------------ | -------------------------------------------------------- | ----------------------------------------------- | ------------------------------------------------------ |
| 分子量       | 36k                                                      | 38k                                             | 52k                                                    |
| ファミリー   | Translation initiation factor 2, alpha subunit IPR011488 | Translation initiation factor IF2/IF5 IPR045196 | Eukaryotic Initiation Factor 2 Gamma Subunit IPR050543 |
| 相互作用     |                                                          | eIF5、eIF2Bとの結合                             | GTP、tRNAとの結合                                      |

αサブユニットには、翻訳調節に重要なセリン51番残基が含まれており、この残基のリン酸化によってeIF2Bの活性は阻害される。また、S1モチーフドメインが含まれており、RNA結合部位となっている可能性がある。
βサブユニットには、複数のリン酸化部位（2、13、67、218、333番）が存在する。N末端ドメインは3個のリジンクラスターが存在し、eIF5やeIF2Bとの相互作用に重要である。ジンクフィンガーモチーフも存在し、mRNAの認識に関与している可能性がある。また、2つのグアニンヌクレオチド結合配列も存在するが、これらはeIF2活性の調節には関与していないようである。
γサブユニットには、3つのグアニンヌクレオチド結合配列が存在し、GTP/GDPの主要な結合部位となることが知られている。さらに、tRNAを結合するくぼみが存在することがX線結晶構造解析により示されている。また、ジンクナックルモチーフが存在し、1個の亜鉛イオン（Zn2+）を結合することができる。EF-Tuなど一部の翻訳伸長因子と関連している。

## 調節

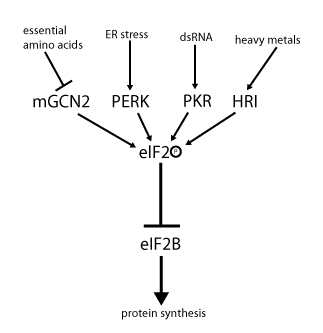
eIF2αサブユニットのSer51のリン酸化による翻訳開始の調節

eIF2活性の調節は、グアニンヌクレオチド交換とリン酸化の双方が関与する機構によって行われている。リン酸化はαサブユニットに対して行われ、セリン51番残基（Ser51）をリン酸化するいくつかのプロテインキナーゼの標的となっている。これらのキナーゼは、アミノ酸枯渇（GCN2）、小胞体ストレス（PERK）、二本鎖RNAの存在やインターフェロン（PKR）、ヘムの欠乏（HRI）といったストレスによって活性化される。リン酸化されたeIF2は、GEFであるeIF2Bに対する親和性が増大する。しかしながら、eIF2BはeIF2がリン酸化されていない状態のときにのみGDPをGTPへ交換することができる。リン酸化eIF2はその強固な結合によって、GEFの阻害因子として作用する。細胞内のeIF2B濃度はeIF2濃度よりもはるかに低いため、少量のeIF2がリン酸化されただけでeIF2Bは隔離され、その活性は完全に消失する。GEFが存在しない場合には、eIF2は活性型（GTP結合型）へ戻ることができない。その結果、TCの枯渇のために翻訳開始を行うことができず、翻訳は停止する。さらに、低濃度のTCはGCN4（哺乳類ではATF4）の発現を活性化し、その結果、アミノ酸合成遺伝子の活性化が引き起こされる。

## 疾患
eIF2は翻訳開始の大部分の形態に必要不可欠であるため、eIF2の欠陥は多くの場合致死となる。このタンパク質は進化的に離れた生物種間でも高度に保存されており、その変異によって細胞生存に大きな影響が及ぶことを示している。上流のキナーゼによるeIF2の不活性化によって引き起こされる疾患は多く存在する。一例として、アルツハイマー病、パーキンソン病、ハンチントン病などの神経変性疾患の患者では、活性型PKR濃度やリン酸化eIF2濃度の上昇が観察される。eIF2のGEFであるeIF2Bと関係していることが実証されている疾患も存在する。白質消失病（VWM）は脳の白質が変性して消失する遺伝性の白質ジストロフィーであり、eIF2Bの5種類のサブユニットのいずれかの変異と関連している。eIF2Bの欠陥によって脳細胞のみが影響を受けるようにみえる理由は十分には理解されていない。不安定な調節タンパク質が上述した疾患の発症に関与している可能性も提唱されている。